# いつか赤いチューリップ
「いつか赤いチューリップ」（いつかあかいチューリップ）は、2006年10月4日に発売された沢田美紀の4枚目のシングル。

## 概要
- 沢田の出身地である富山県入善町、入善町商工会、入善町観光関連団体連絡協議会、推奨曲。
- なお、チューリップは入善町の特産品である。

## 収録曲
1. いつか赤いチューリップ
2. この空があなたのものなら